# Ecklingen, Hälsingland
Ecklingen är en sjö i Bollnäs kommun i Hälsingland och ingår i Ljusnans huvudavrinningsområde. Sjön är 17 meter djup, har en yta på 0,441 kvadratkilometer och är belägen 156,2 meter över havet.

## Delavrinningsområde
Ecklingen ingår i det delavrinningsområde (679414-152236) som SMHI kallar för Utloppet av Ecklingen. Medelhöjden är 170 meter över havet och ytan är 1,58 kvadratkilometer. Räknas de 3 avrinningsområdena uppströms in blir den ackumulerade arean 13,42 kvadratkilometer. Vattendraget som avvattnar avrinningsområdet har biflödesordning 4, vilket innebär att vattnet flödar genom totalt 4 vattendrag innan det når havet efter 62 kilometer. Avrinningsområdet består mestadels av skog (69 procent). Avrinningsområdet har 0,44 kvadratkilometer vattenytor vilket ger det en sjöprocent på 27,5 procent.